# Parque nacional Garigal
El Parque Nacional Garigal es un parque nacional en Nueva Gales del Sur (Australia), ubicado a 20 km al norte de Sídney. El parque está compuesto de secciones discontinuas que cubren las siguientes áreas.
- Alrededores de la Bahía Bantry, entre los suburbios de Killarney Height y Forestville.
- A lo largo del Middle Harbour y del Arroyo Middle Harbour entre los suburbios de Killarney Heights, Forestville, Bosques franceses, Davidson, Belrose y el este los suburbios de Lindfield Este y Killara Este.
- Al sur de la vía Mona Vale, hasta los suburbios de Elanora Heights y el Lago Narrabeen

En el parque existen vías muy populares para marcha a través del bosque, y bicicleta de montaña, especialmente entre Belrose y St Ives en un área conocida como las Cascadas debido a la secuencia de cascadas de sus alrededores. Otras vías incluyen el camino Heath y el camino del arroyo Bare.

## Datos
- Área: 22 km²
- Coordenadas: 33°42′21″S 151°14′11″E / -33.70583, 151.23639
- Fecha de Creación: 19 de abril de 1991
- Administración: Servicio Para la Vida Salvaje y los Parques Nacionales de Nueva Gales del Sur
- Categoría IUCN: II